# هریشیتسه
هریشیتسه (به چکی: Hříšice) یک منطقهٔ مسکونی در جمهوری چک است که در ناحیه ییندریخوف هرادتس واقع شده‌است. هریشیتسه ۱۱٫۶۷ کیلومتر مربع مساحت و ۳۱۷ نفر جمعیت دارد و ۵۲۴ متر بالاتر از سطح دریا واقع شده‌است.